# 티비플
티비플(Tvple)은 대한민국의 동영상 공유 사이트이다. 네티즌들이 인터넷 밈을 활용한 패러디 영상을 비롯하여 각종 손수제작물들을 제작하고 업로드하는 곳으로 알려져 있다. 2015년 11월 11일에 주식회사 울트라몬스터로 법인화되었다. 하지만 2019년 4월 30일부로 운영이 종료되었다.
종료일로부터 접속시 유튜브에 업로드 된 안드레아 보첼리와 세라 브라이트먼의 《Time To Say Goodbye》 공연 영상으로 연결됐으나 현재는 아트리로 연결된다.
2020년 2월 28일 티비플의 기능 구름을 재현한 웹사이트인 미니플이 등장했고, 같은 해 4월 12일 몇몇의 대학생과 직장인들이 모여 티비플의 기능인 구름을 유튜브 API로 활용하여 서비스하는 튜브플이 등장하면서 파생 사이트들도 생겨나고 있는 중이다. 그러나 튜브플 같은 것들은 불펌 방지를 위해 힘쓰고 있는 중이다.

## 시스템
업로드가 가능한 동영상의 용량은 2GB로 제한한다. 최대 해상도는 720p이고 60fps를 지원한다.

## 구름
동영상 시청자가 직접 영상 화면에 구름(댓글)을 삽입할 수 있다는 것이 특징이다. 하지만 대부분의 인기 있는 동영상에서는 구름이 화면을 가득 채워 영상 내용을 제대로 보기 힘들다는 문제가 있다. 플레이어 하단에 있는 구름 모양의 아이콘을 눌러 구름이 보이지 않게 설정할 수 있다.

## 저작권 침해 문제
유튜브의 동영상을 원저작자의 허가 없이 다운로드 한 뒤 티비플에 업로드하는 저작권 침해 문제가 많다. 게다가 이렇게 업로드된 저작권 침해 유튜브 영상을 화질이 저하되고 구름이 추가된 채로 유튜브에 재업로드해 유튜브의 저작권 단속을 교묘히 피해가며 유튜브 광고 수익을 창출하는 경우도 있다.

## 유사 사이트
- 니코니코 동화
- 비리비리
- 아트리

## 같이 보기
- 동영상 공유 사이트
- 인터넷 밈
- 손수제작물
- 스트리밍